# Todd Gillman
Todd Gillman (ur. 24 lutego 1967 w Winnipeg) – kanadyjski skoczek narciarski. Najlepsze wyniki w Pucharze Świata osiągnął w sezonie 1987/1988, kiedy zajął 44. miejsce w klasyfikacji generalnej.
Wystąpił na mistrzostwach świata w Seefeld in Tirol i Lahti oraz igrzyskach w Calgary, ale bez sukcesów.

## Puchar Świata

### Miejsca w klasyfikacji generalnej
- sezon 1987/1988: 44

## Igrzyska olimpijskie
- Indywidualnie
  - 1988 Calgary (CAN) – 54. miejsce (duża skocznia), 42. miejsce (normalna skocznia)

## Mistrzostwa świata
- Indywidualnie
  - 1985 Seefeld (AUT) – 63. miejsce (normalna skocznia)
  - 1989 Lahti (FIN) – 63. miejsce (duża skocznia), 40. miejsce (normalna skocznia)